# Bouwvergunning

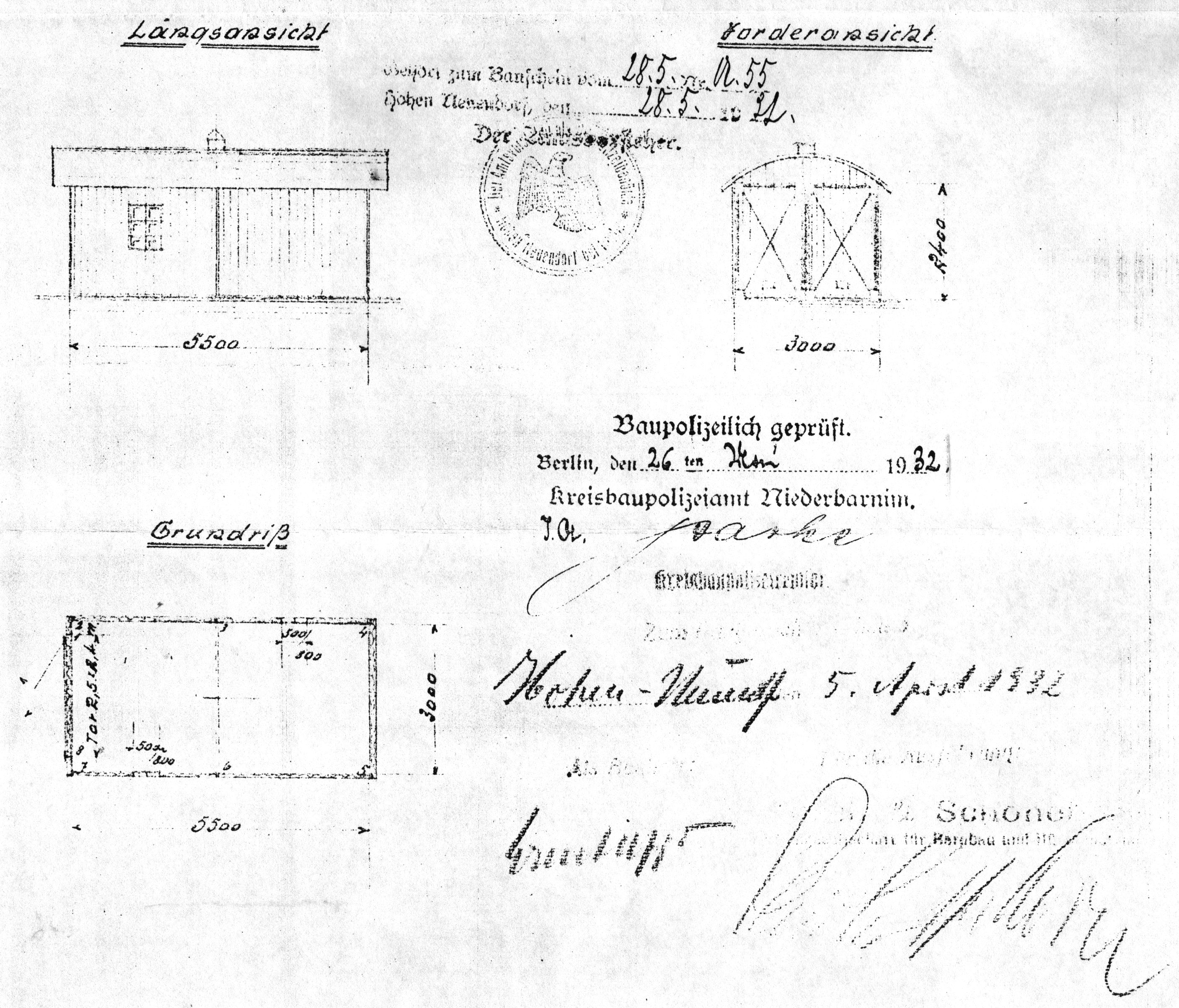
Duitse bouwvergunning van een garage uit 1932

Een bouwvergunning is een toestemming om een gebouw of kunstwerk op te richten of aan te passen.

## Nederland
In Nederland bepaalde de Woningwet voor welke bouwwerken (ook "niet voor bewoning bestemde gebouwen" of "bouwwerken geen gebouw zijnde" zoals bruggen etc) een vergunning vereist was. De vergunning werd afgegeven door de gemeente.
Bij de beoordeling of een bouwvergunning moest worden verstrekt, werd getoetst of het bouwplan voldeed aan vier categorieën regels:
- het bestemmingsplan;
- het Bouwbesluit;
- de lokale bouwverordening;
- redelijke eisen van welstand.

In Nederland is de bouwvergunning per 1 oktober 2010 vervangen door een meeromvattende omgevingsvergunning op basis van de Wet algemene bepalingen omgevingsrecht (Wabo).

### Kosten
Een gemeente bracht voor het afgeven van een bouwvergunning leges (kosten) in rekening, over het algemeen ging het om een percentage (gemiddeld 1-4%) van de bouwsom. De kosten konden per gemeente en soort bouwvergunning sterk verschillen, dit werd veroorzaakt door de wijze waarop een gemeente de kosten berekende. In sommige gevallen werden alle werkelijke kosten inclusief overhead berekend, in andere gevallen werd een deel van de kosten uit de algemene middelen (belastinginkomsten) betaald.

### Termijn
Een gemeente moest een aanvraag binnen acht weken afhandelen, waarbij eenmalig met zes weken verlengd kon worden (artikel 46 Woningwet). Indien de vergunning binnen die tijd niet afgewezen of toegekend werd, dan werd deze van rechtswege afgegeven, wat inhield dat de vergunning effectief gezien verleend was. Dit was echter niet van toepassing indien de bouw in strijd was met het bestemmingsplan.
Na de verlening van de omgevingsvergunning konden belanghebbenden (omwonenden, concurrenten, belangenorganisaties) binnen 6 weken bezwaar maken. Een van rechtswege verleende omgevingsvergunning kon in de bezwaarprocedure alsnog herroepen worden. Na bezwaar stond beroep bij de rechtbank en hoger beroep bij de Raad van State open.

## Vlaanderen
In Vlaanderen ging de bouwvergunning op in de meer algemene stedenbouwkundige vergunning. Per 23 februari 2017 wordt deze laatste samengevoegd met de milieuvergunning tot de omgevingsvergunning.
De stedenbouwkundige vergunning dient aangevraagd te worden bij de gemeente. Om de aanvraag te beoordelen wordt er is sommige gevallen een openbaar onderzoek gevoerd en wordt er soms advies ingewonnen. Indien de gemeente de aanvrager niet beantwoordt binnen de voorziene termijn wordt de vergunning als een 'stilzwijgende weigering' beschouwd.
Bij de beoordeling of een stedenbouwkundige vergunning verstrekt moet worden, wordt getoetst of het bouwplan voldoet aan de volgende zaken:
- het bestemmingsplan (het Gewestplan en eventueel bpa's of een ruimtelijk uitvoeringsplan (RUP) indien dit van toepassing is) en een eventuele verkavelingsvergunning
- de Vlaamse Codex Ruimtelijke Ordening
- provinciale en lokale verordeningen
- de "goede ruimtelijke ordening"

Beroepen tegen de beslissing van het schepencollege kunnen ingesteld worden bij de deputatie van de provincie en nadien bij de Raad voor Vergunningsbetwistingen (op het niveau van het Vlaams Gewest).

## Effect van het aantal bouwvergunningen op de woningprijzen
Volgens onderzoek leidt een te restrictieve ruimtelijke ordening met betrekking tot het aantal plaatsen waar gebouwd mag worden tot hogere woningprijzen.
Uit onderzoek blijkt bijvoorbeeld dat restrictieve bestemmingsplannen ervoor kunnen zorgen dat woningen meer dan 50% duurder zijn dan de werkelijke kosten om ze te bouwen. Daarom kan het toelaten van voldoende bouwvergunningen helpen om de woningprijzen laag te houden.